# Michail Iwanowitsch Rodionow
Michail Iwanowitsch Rodionow (russisch Михаил Иванович Родионов; * 25. Oktoberjul. / 7. November 1907greg. in Ratunino, Gouvernement Nischni Nowgorod, Russisches Kaiserreich; † 1. Oktober 1950 in Leningrad durch Hinrichtung) war ein sowjetischer Politiker der Kommunistischen Partei der Sowjetunion (KPdSU), der unter anderem zwischen 1946 und 1949 Vorsitzender des Ministerrates der Russischen Sozialistischen Föderativen Sowjetrepublik (RSFSR) war.

## Leben
Michail Iwanowitsch Rodionow arbeitete bereits als Zehnjähriger 1917 in der Landwirtschaft und schloss 1927 ein Studium an der Pädagogischen Hochschule Lyskowo ab. Nach einer Tätigkeit beim Kommunistischen Jugendverband Komsomol von 1927 bis 1928 war er seit 1928 als Lehrer tätig und wurde 1929 Mitglied der Kommunistischen Partei der Sowjetunion (KPdSU). Im Anschluss war er seit 1931 hauptamtlicher Parteifunktionär und bis 1938 nacheinander Leiter einer Abteilung, Zweiter Sekretär sowie Erster Sekretär des Parteikomitees im Rajon Bor, ehe er 1938 Leiter der Abteilung öffentliche Bildung des Parteikomitees der Oblast Gorki war. Im Anschluss war er zwischen 1938 und 1939 Sekretär des Parteikomitees der Oblast Gorki, von 1939 bis 1940 Vorsitzender des Exekutivkomitees der Oblast Gorki sowie schließlich zwischen 1940 und 1946 Erster Sekretär des Parteikomitees der Oblast Gorki war. 1941 wurde er auf einem Plenum Kandidat des Zentralkomitees (ZK) gewählt und hatte diese Funktion bis zum 7. März 1946 inne. 1946 wurde er zudem Deputierter des Obersten Sowjets der UdSSR, dem er in der zweiten Legislaturperiode bis zu seiner Verhaftung am 13. August 1949 an. Darüber hinaus gehörte er zwischen dem 18. März 1946 und dem 7. März 1949 dem Organisationsbüro des Zentralkomitees als Mitglied an.
Als Nachfolger von Alexei Nikolajewitsch Kossygin übernahm Rodionow am 23. März 1946 das Amt als Vorsitzender des Ministerrates der Russischen Sozialistischen Föderativen Sowjetrepublik und bekleidete dieses Amt bis zum 9. März 1949, woraufhin Boris Nikolajewitsch Tschernoussow seine Nachfolge antrat. Anschließend war er von März bis Juli 1949 noch Doktorand an der Akademie für Sozialwissenschaften beim ZK der KPdSU. Für seine Verdienste wurde er mehrmals ausgezeichnet und erhielt unter anderem zwei Mal den Leninorden, den Orden des Vaterländischen Krieges Erster Klasse sowie den Orden des Roten Banners der Arbeit.
Michail Rodionow wurde am 13. August 1949 als einer der Hauptakteure im sogenannten „Leningrader Affäre“ im Rahmen von Nachkriegssäuberungen im Parteiapparat verhaftet und am 30. September 1950 vom Militärkollegium des Obersten Gerichts der UdSSR zum Tode verurteilt, woraufhin er zwei Tage später am 1. Oktober 1950 hingerichtet wurde. Vier Jahre später wurde er am 30. April 1954 vom Militärkollegium des Obersten Gerichts rehabilitiert und am 9. September 1987 wieder in die Partei aufgenommen.